# ズデニェク・ハラバラ
ズデニェク・ハラバラ（Zdeněk Chalabala, 1899年4月18日 - 1962年3月4日）は、オーストリア＝ハンガリー帝国出身の指揮者。

## 経歴
1899年、オーストリア＝ハンガリー帝国・ウヘルスケー・フラジシュチェで生まれた。幼少期をモラヴスケー・ブジェヨヴィツェで過ごした。ウィーン大学で法学、プラハ・カレル大学で哲学を学んだが、いずれも学位を取るまでには至らず、ブルノ音楽院でフランティシェク・ノイマンに作曲を学んで1923年に音楽院を卒業した。
その後、1925年から翌年まで、レオシュ・ヤナーチェクの薫陶を受けた。1926年には師のノイマンの後任としてブルノ歌劇場の首席指揮者になり、1936年までその任に当たった。1936年にはプラハ国民劇場の指揮者陣に加わった。
第二次世界大戦後
1945年からオストラヴァ、ブルノやブラチスラヴァの各都市の歌劇場を指揮して回ったが、1955年にモスクワに客演したのをきっかけに、1956年から1959年までボリショイ劇場の指揮者として活動し、ヤナーチェクの《イェヌーファ》などのチェコ産のオペラをソビエト連邦に紹介した。
1962年、プラハにて死去。

## 注
1. ↑  “Zdeněk Chalabala”. 2013年1月5日時点のオリジナルよりアーカイブ。2019年1月5日閲覧。
2. ↑  アーカイブ 2017年8月13日 - ウェイバックマシン

| スタブアイコン | サブスタブ | この項目は、まだ閲覧者の調べものの参照としては役立たない、人物に関連した書きかけの項目です。この項目を加筆・訂正などしてくださる協力者を求めています（P:人物伝/PJ:人物伝）。 |